# Kōta (Aichi)
Kōta (jap. 幸田町 Kōta-chō) – miasto w Japonii, na wyspie Honsiu, w prefekturze Aichi. Według danych na rok 2020 miejscowość zamieszkiwało 42 449 mieszkańców , a gęstość zaludnienia wyniosła 748,4 os./km².